# Abbaye de la Joie-Notre-Dame
Abbaye de la Joie Notre-Dame is een abdij van de cisterciënzer zusters in Campénéac, in Bretagne. Het werd in 1953 gebouwd. De zusters zijn oorspronkelijk afkomstig uit Sainte-Anne-d'Auray. 

## Lijst van moeder oversten
- 1921-1938: Marie Perney
- 1938-1941: Lutgarde Masson (1)
- 1941: Gertrude Trébault
- 1941-1942: Vacant
- 1942-1954 : Lutgarde Masson (2)
- 1954-1971 : Bernarde Moal
- 1971-1989 : Madeleine Cabillic
- 1989-1996 : Geneviève-Marie Fravalo
- 1997-2012: Michaël (Françoise) Le Tendre
- 2012-heden: Marie-Joseph (Martine) Dhanger

## Activiteiten

### Koekjes en chocolade
Sinds meer dan 25 jaar maken de zusters koekjes naar eigen oude recept. Tevens maken ze sinds meer dan 20 jaar chocolade, vooral puur. 

### Kaas
De abdij produceert een Franse kaas die enkel in dit klooster gemaakt wordt. Het is een rauwmelks koeienkaas waarvan de rijping vijf weken duurt. 

## Afbeeldingen

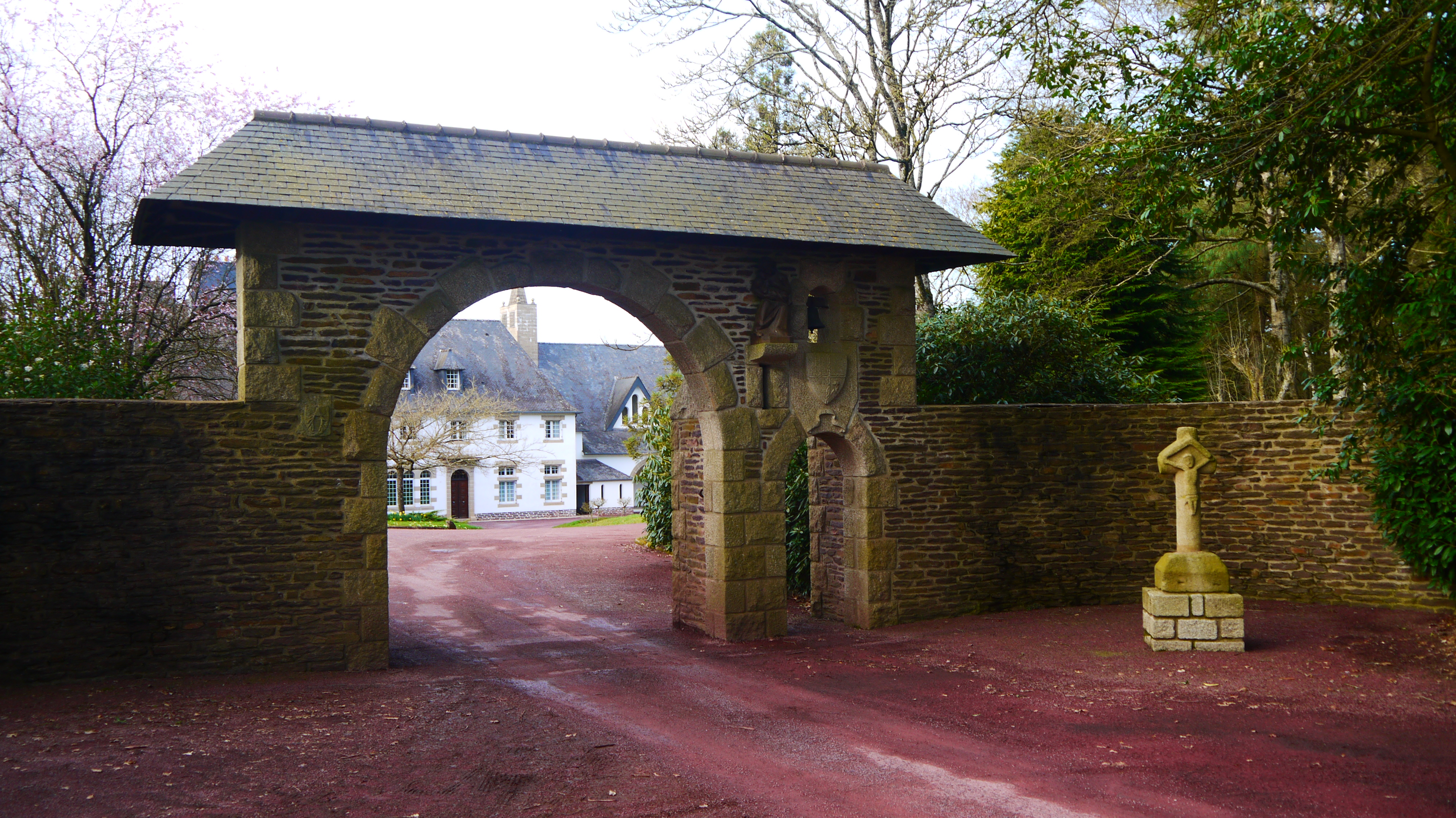
Toegangspoort
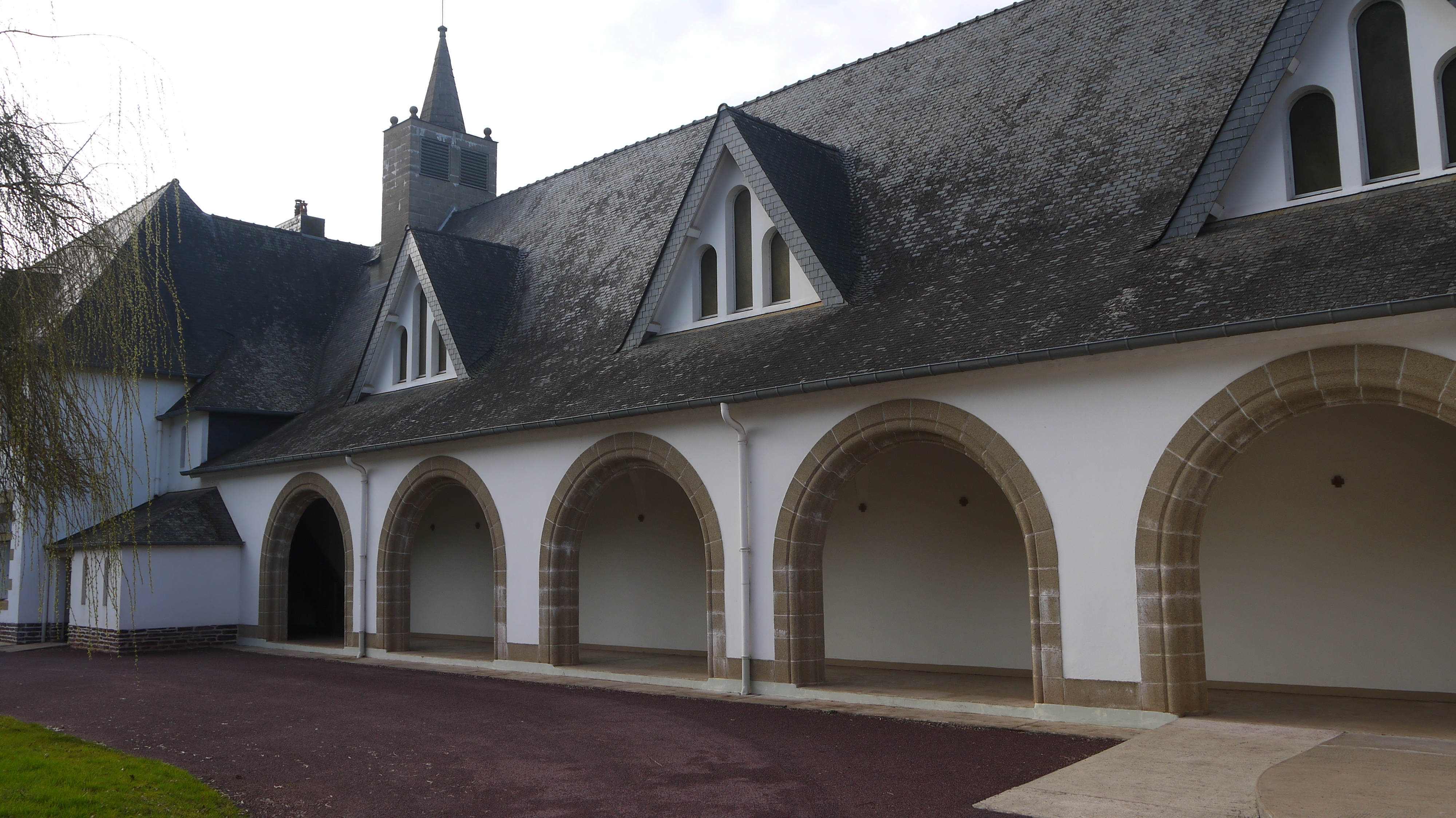
De abdijkerk en -klooster
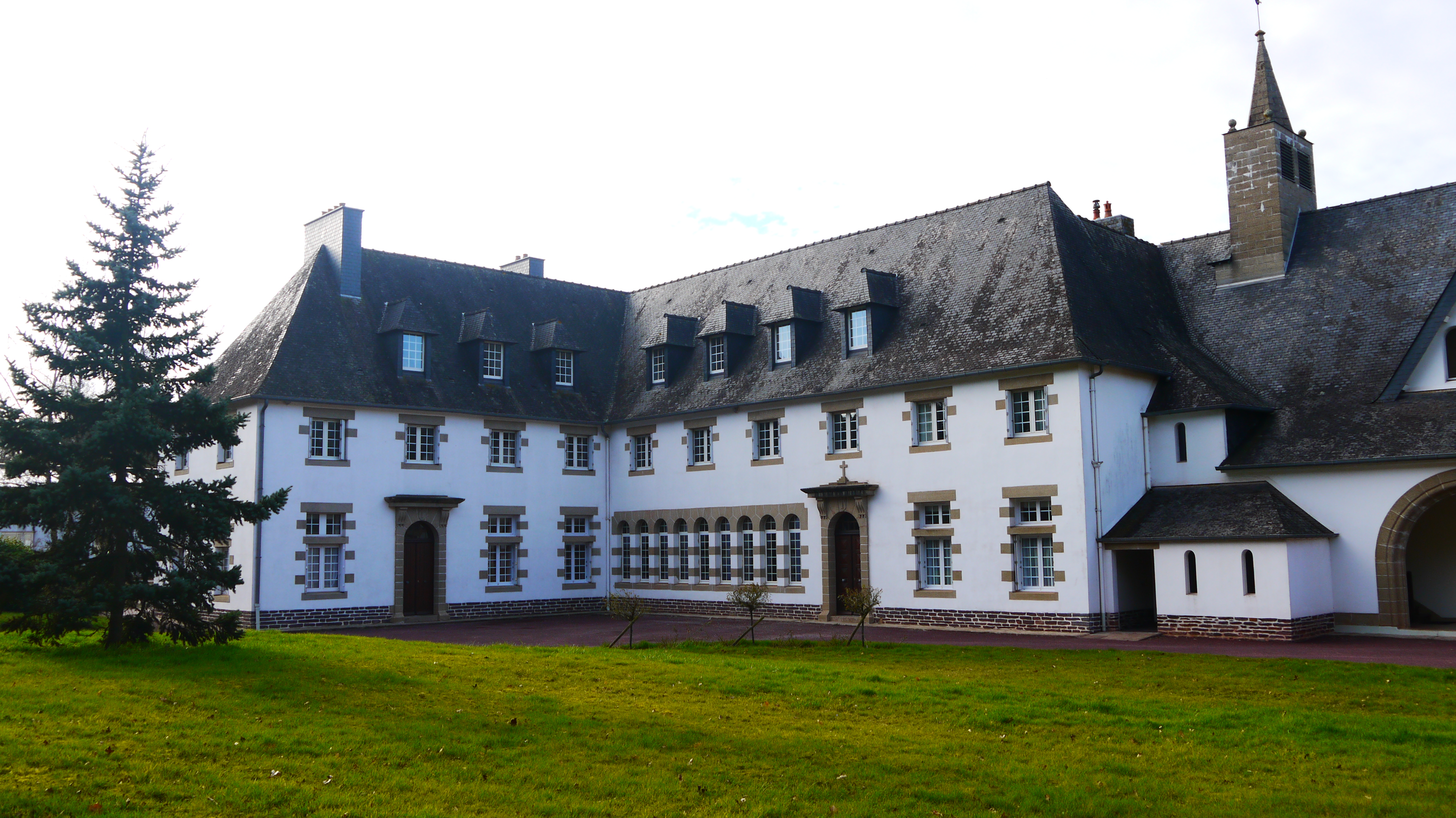
Slaapplaatsen
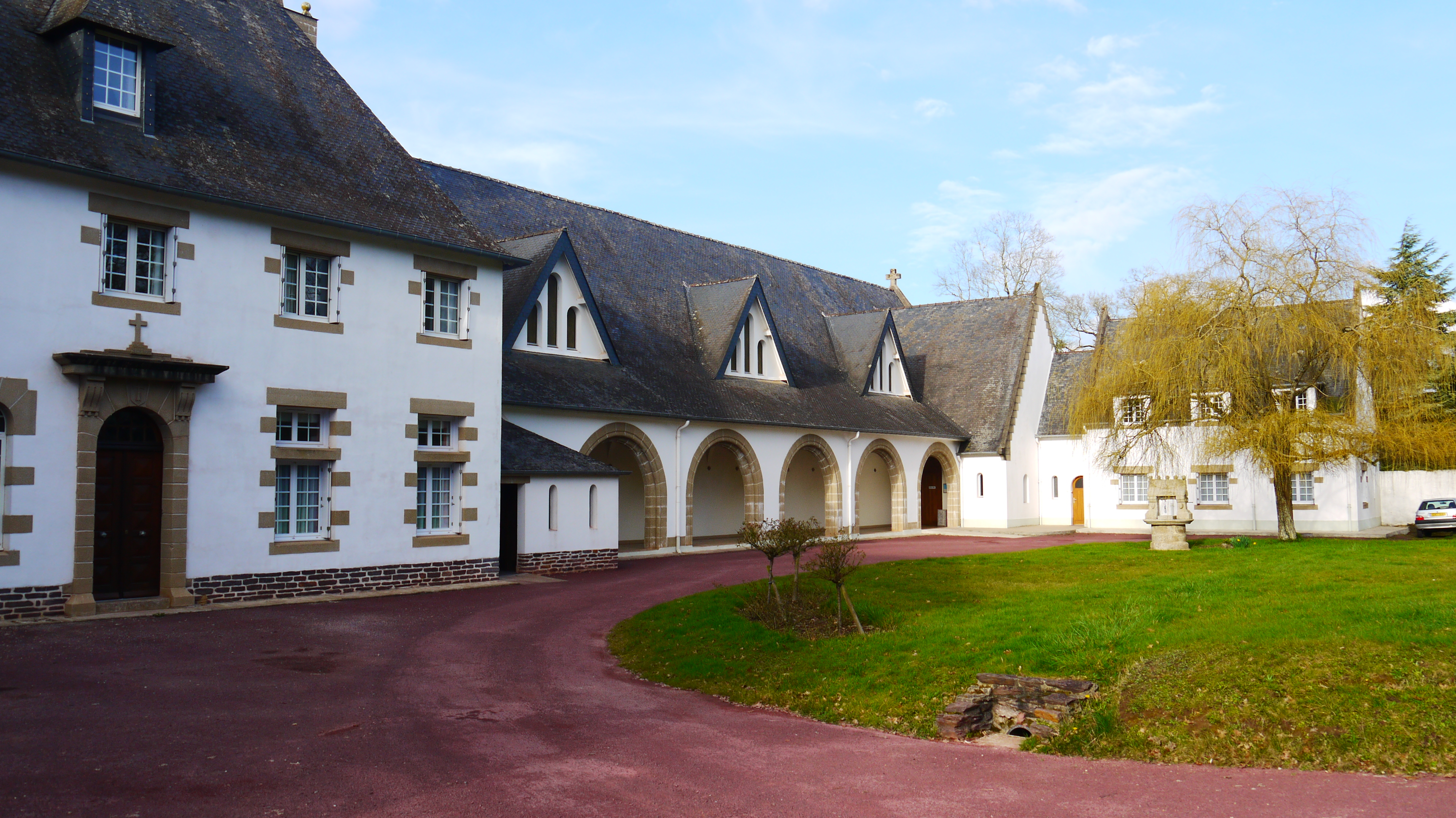
De abdij
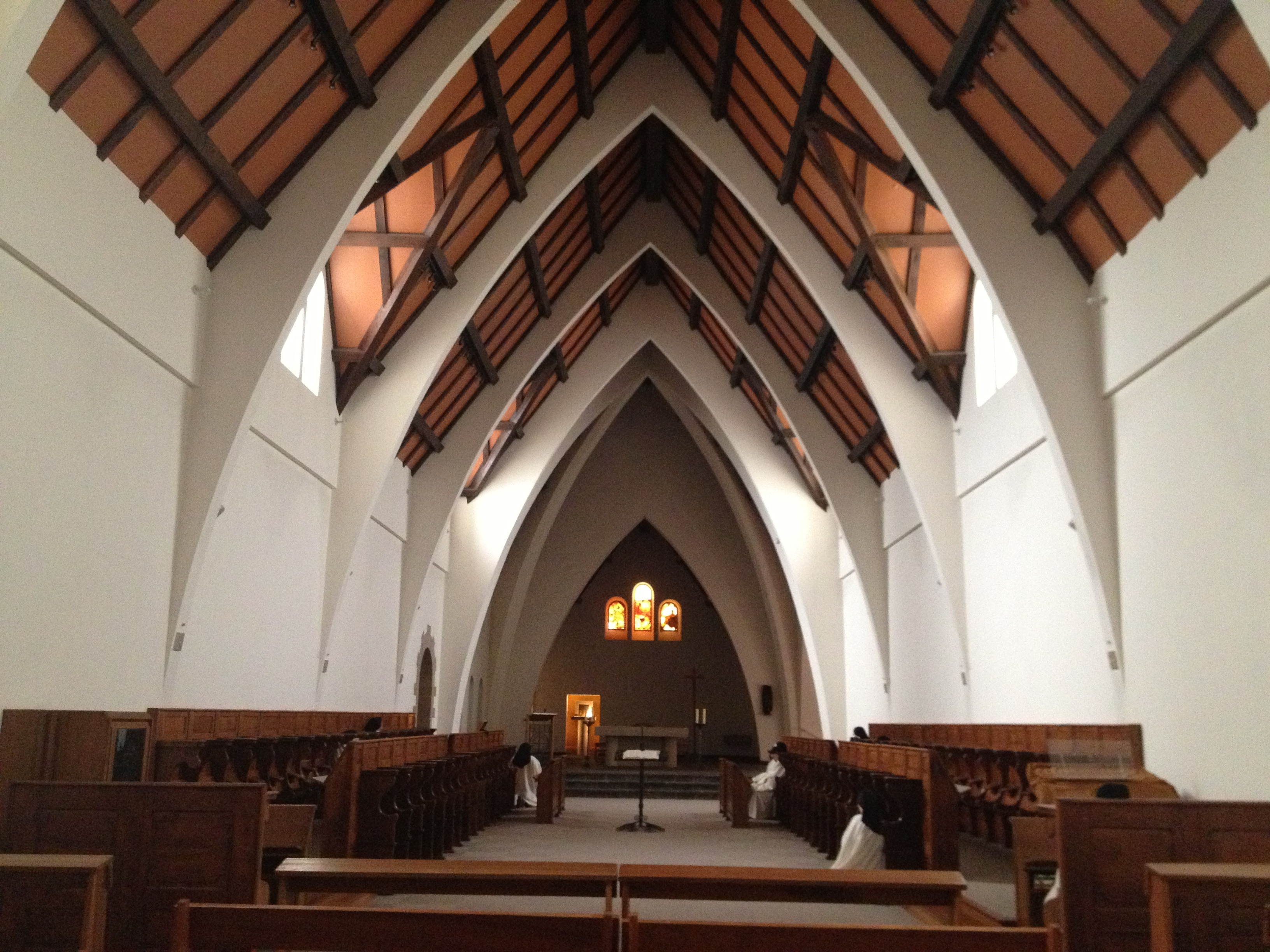
Schip van de abdijkerk
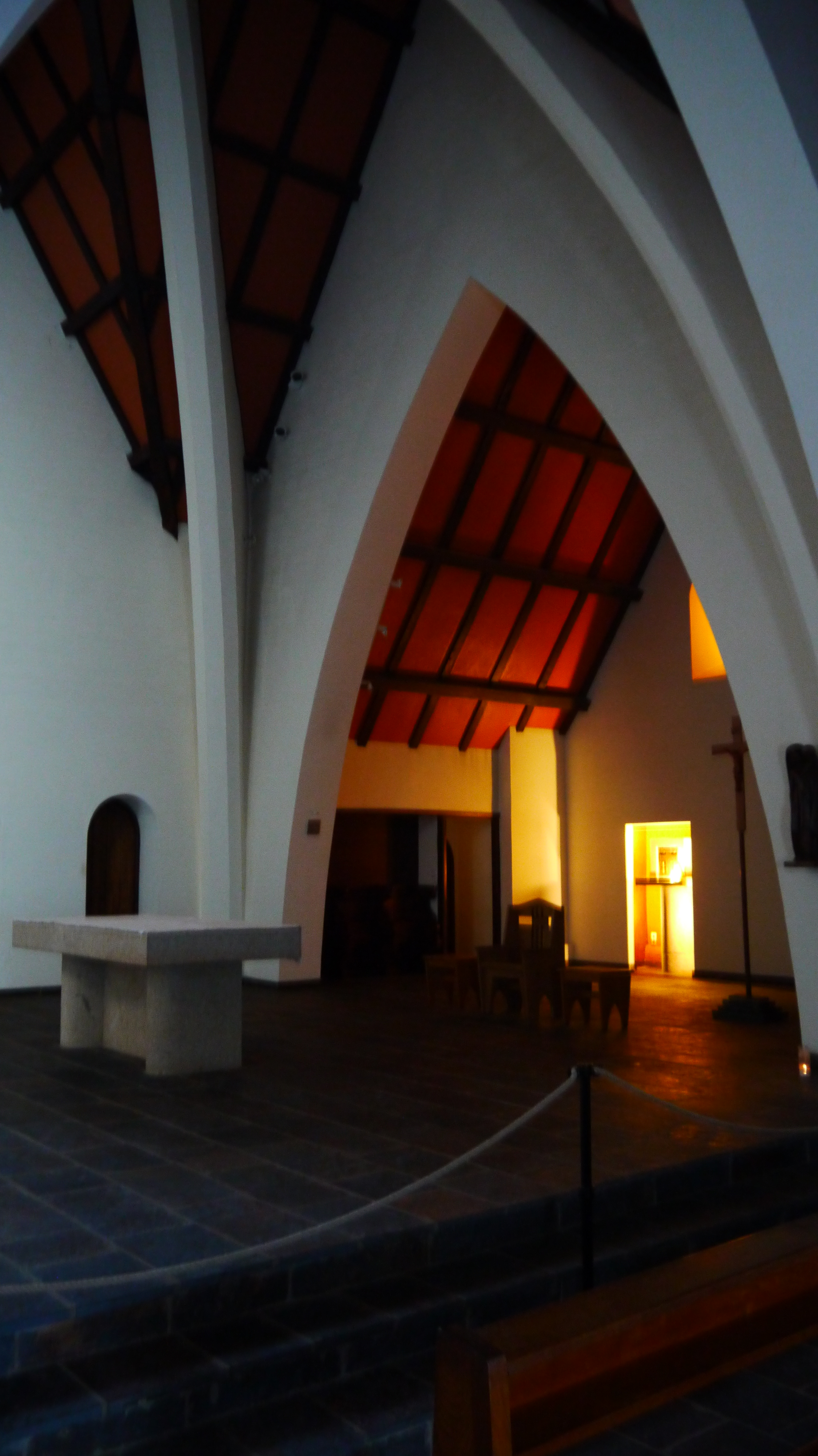
Altaar van de abdijkerk